# Płużnica Wielka
Płużnica Wielka (deutsch: Groß Pluschnitz) ist eine Ortschaft in Polen in der Gemeinde Strzelce Opolskie (Groß Strehlitz) im Powiat Strzelecki. Sie gehört zur Woiwodschaft Oppeln im historischen Oberschlesien.

## Geografie

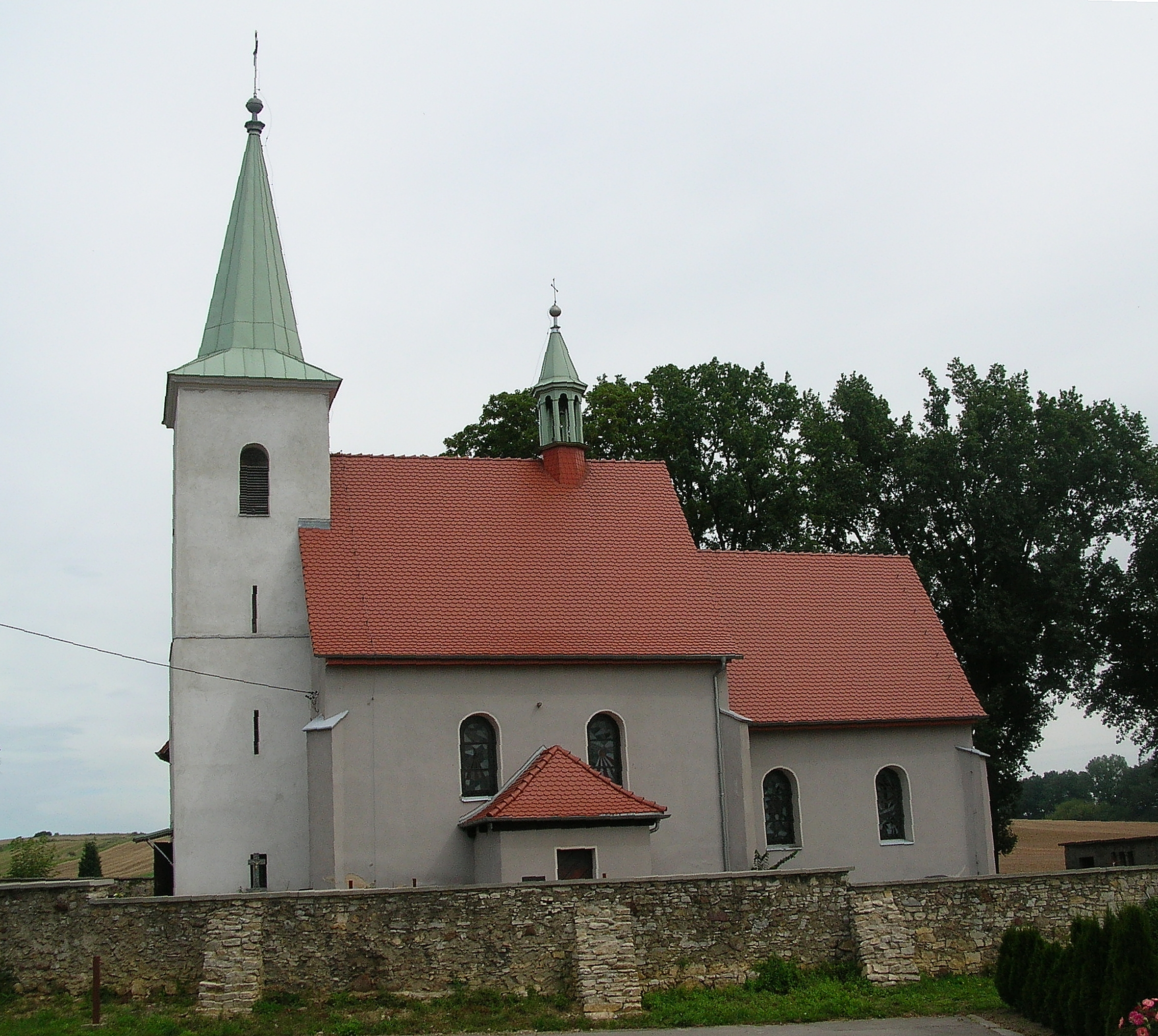
Kirche

Płużnica Wielka liegt 13 Kilometer östlich vom Gemeindesitz und der Kreisstadt Strzelce Opolskie und 43 Kilometer südwestlich von der Woiwodschaftshauptstadt Oppeln.

## Geschichte
Der Ort wurde 1299 erstmals urkundlich erwähnt. 1302 wurde der Ort als Plusnitz maiori erwähnt.
Bei der Volksabstimmung in Oberschlesien am 20. März 1921 stimmten 87 Wahlberechtigte für einen Verbleib bei Deutschland und 53 für Polen. Groß Pluschnitz verblieb beim Deutschen Reich. 1933 lebten im Ort 258 Einwohner. Am 3. September 1936 wurde der Ort in Marklinden umbenannt. 1939 hatte der Ort 238 Einwohner. Bis 1945 befand sich der Ort im Landkreis Groß Strehlitz.
1945 kam der bisher deutsche Ort unter polnische Verwaltung und wurde in Płużnica Wielka umbenannt und der Woiwodschaft Schlesien angeschlossen. 1950 kam der Ort zur Woiwodschaft Oppeln. 1999 kam der Ort zum wiedergegründeten Powiat Strzelecki.

## Sehenswürdigkeiten
- Die katholische Kirche. Wahrscheinlich im 16. Jahrhundert erbaut. Der Kirchturm wurde im 18. oder 19. Jahrhundert erbaut.[3]
- Schlossanlage mit Park. Erbaut in der ersten Hälfte des 19. Jahrhunderts für die Familie von Posadowsky-Wehner.[4]